# Tatort: Heiße Grüße aus Prag
Heiße Grüße aus Prag ist ein Fernsehfilm aus der Kriminalreihe Tatort der ARD, des ORF und SRF. Der Film wurde vom MDR unter der Regie von Sylvia Hoffman produziert und am 7. Juli 2002 erstmals ausgestrahlt. Es handelt sich um die Tatort-Folge 503. Für Kriminalhauptkommissar Bruno Ehrlicher und seinen Kollegen Kain ist es ihr achter Fall, in dem sie von Leipzig aus ermitteln.

## Handlung
Der tschechische Musiker Milan Materna ist in Leipzig zu Gast und will dort mit seiner legendären „Goldenen Trompete aus Prag“ ein Konzert geben. Er ist Sohn und Erbe von Pavel Materna, Inhaber des traditionsreichen Prager Musikhauses Materna, das Trompeten in Handarbeit herstellt. Milan will mit dem deutschen Unternehmer Jochen Krause einen Vertrag zur Produktion einer exklusiven Instrumentenreihe abschließen. Unerwartet erscheint Pavel Materna im Hotel. Er ist aus Prag angereist, um seinem Sohn ins Gewissen zu reden, den guten Namen des Hauses nicht für ein Massenprodukt „Made in Taiwan“ herzugeben. Daraufhin sagt der Musiker das Konzert ab, was Krause massiv verärgert. Ebenso erbost ist Milans Freundin Eva Huková, weil der Trompeter sich von ihr trennen will.
Nur wenige Zeit später findet Krause Milan Materna erschlagen in seinem Hotelzimmer. Kriminalhauptkommissar Ehrlicher ermittelt und erfährt von Krause, dass die Freundin des Opfers sehr eilig aus dem Hotel gerannt sei. Der zusammen mit Ehrlicher ermittelnde Kriminalhauptkommissar Kain versucht sie zu finden, doch Eva Huková ist bereits mit dem Zug nach Prag abgereist. Nachdem Ehrlicher von Milans Vater hören muss, dass dieser Frau sehr an einer geschäftlichen Verbindung Krauses zu seinem Sohn gelegen war, lässt er nach ihr fahnden und bittet Major Cerny in Tschechien um Hilfe. Dieser versucht sogleich die Gesuchte am Bahnhof abzufangen, was ihm auch gelingt. Cerny kennt Eva Huková persönlich. Als er sie befragt, gibt sie an, ihren Freund nach einem Streit verlassen zu haben, er habe aber noch gelebt und sie hätte ihn nicht umgebracht. Daraufhin wird sie nicht in Haft genommen.
So begibt sich Kommissar Ehrlicher nach Prag, um die Angelegenheit persönlich zu verfolgen. Bei einer erneuten Befragung gibt Eva Huková zu, eine Statue nach Milan Materna geworfen zu haben, was die Fingerabdrücke auf der Tatwaffe erklärt. Sie habe aber nicht mehrfach zugeschlagen, sodass noch jemand nach ihr in Maternas Zimmer gewesen sein müsse, der die Situation ausgenutzt habe.
Kain ermittelt derweil in Leipzig weiter und findet heraus, dass der Unternehmer Jochen Krause bereits fünftausend Trompeten hat produzieren lassen, wofür er viel Geld ausgelegt hatte. Krause präsentiert außerdem einen Vertrag, der angeblich schon vor der öffentlichen Veranstaltung von Milan Materna unterschrieben worden war, und beinhaltet, dass ihm die „Goldene Trompete“ als Sicherheit überlassen worden war. Milan Materna hatte seinem Vater davon nichts erzählt. Nach dem Streit zwischen Materna und dessen Vater befürchtete Krause, dass der Vertrag angefochten werden könnte. Damit hätte er nach Kains Ansicht auch einen Grund, seinen Vertragspartner aus dem Weg zu räumen. Kain begibt sich mit dieser Erkenntnis und diversen Unterlagen zu Ehrlicher nach Prag, wo Pavel Materna die Unterschrift seines Sohnes anzweifelt. Krause, der sich zur Beerdigung von Milan Materna ebenfalls nach Prag begeben hat und versucht, die Trompete an Materna zurück zu verkaufen, wird dort verhaftet, nachdem es Cerny durch eine Inszenierung so aussehen lässt, als ob er einen Polizisten angegriffen hätte. Ein Schriftvergleich deutet darauf hin, dass Krause die Unterschrift gefälscht hat, doch Ehrlicher und Cerny sind am Ende davon überzeugt, dass er nicht der Mörder sein kann.
Als Ehrlicher und Kain Pavel Materna die „Goldene Trompete“ zurückbringen, da sie als Beweisstück nicht mehr benötigt wird, putzt sein Werkstattleiter und voraussichtlicher Nachfolger Klaus Mai das Instrument mit einem ganz speziellen Pflegetuch. Weil an der Statue, mit der Milan Materna erschlagen wurde, die Fingerabdrücke mit einem solchen Tuch abgewischt wurden, sind sich die Kommissare sicher, dass sie den Mörder gefunden haben. Mai gibt zu, Milan Materna getötet zu haben, weil er nach dessen möglicher Rückkehr in die Firma seines Vaters nach Milans Willen nicht mehr dort hätte arbeiten sollen.
In einer Nebenhandlung gelingt es zudem, einen Serienmörder zu fassen, nach dem Cerny schon längere Zeit fahndet. Außerdem nutzt Ehrlicher die Möglichkeit in Prag zu sein, um auch privat alten Erinnerungen nachzugehen. Nach 35 Jahren hofft er eine Frau wiederzutreffen, in die er damals verliebt war. Durch Cernys Hilfe erscheint deren Tochter, die Ehrlicher erzählt, dass ihre Mutter leider vor zwei Jahren gestorben sei.

### Trivia
Am Ende des Films zitiert Kommissar Ehrlicher Das Lied von der Moldau von Bertolt Brecht.

## Rezeption

### Einschaltquoten
Bei seiner Erstausstrahlung am 7. Juli 2002 wurde die Folge Heiße Grüße aus Prag in Deutschland von 6,37 Millionen Zuschauer gesehen, was einem Marktanteil von 21,70 Prozent entsprach.

### Kritik
Für die Berliner Zeitung kritisierte Jochen Hung diesen Tatort und kam zu dem Urteil: „Der Fall dümpelt vor sich hin. ‚Heiße Grüße aus Prag‘ ist ein solider Tatort. Doch die Darstellung der goldenen Stadt Prag als geheimnisvolles Pflaster, auf dem Ehrlicher seiner Erinnerung nachjagt, geht daneben. Zu klischeehaft sind die Stationen des Kommissars: Moldau, Altstadt, Jazzkeller. Prag bleibt für den Zuschauer kulissenhaft. Vielleicht liegt das auch daran, daß alle tschechischen Beamten und alle Prager Einwohner in akzentfreiem Deutsch miteinander sprechen. Mit ein bisschen mehr Mut zur Authentizität und weniger Betonung auf dem Charakter Ehrlicher wäre der Regisseurin Sylvia Hoffmann ein überzeugender Krimi gelungen, so bleibt es doch nur ein gewöhnlicher ‚Tatort‘.“
Die Kritiker der Fernsehzeitschrift TV Spielfilm vergaben für diesen Tatort nur eine mittlere Wertung und nannten ihn „verschnarchter als jeder Vorabendkrimi“. Sie meinten, dass der Titel in keiner Weise zum Thema passen würde und ironisierten: „Pardon, aber ‚heiß‘ ist hier leider gar nichts.“